# Cidosa de Río Blanco
El Cidosa de Río blanco fue un equipo que participó en la Liga Mexicana de Béisbol con sede en Río Blanco, Veracruz, México.

## Historia
Cidosa de Río Blanco participó dos temporadas en la Liga Mexicana de Béisbol, las campañas de 1937 y 1938. Durante su dos temporadas en el circuito terminaron siempre en último lugar de la liga, la primera ocasión con 2 ganados y 20 perdidos. Para su segunda temporada terminaron con récord de 0 ganados y 49 perdidos, después de perder 16 juegos fueron retirados de la liga y se les cargaron 33 derrotas. Impusieron marca de más partidos perdidos de manera consecutiva con 21.

## Jugadores

### Roster actual
Por definir.

### Jugadores destacados
Ninguno.

### Números retirados
Ninguno.

### Novatos del año
Ninguno.

### Campeones Individuales

#### Campeones Bateadores
| Año | Nombre  | Porcentaje |
| --- | ------- | ---------- |
| NA  | Ninguno | NA         |

#### Campeones Productores
| Año | Nombre  | Producidas |
| --- | ------- | ---------- |
| NA  | Ninguno | NA         |

#### Campeones Jonroneros
| Año | Nombre  | Jonrones |
| --- | ------- | -------- |
| NA  | Ninguno | NA       |

#### Campeones de Bases Robadas
| Año | Nombre  | Bases |
| --- | ------- | ----- |
| NA  | Ninguno | NA    |

#### Campeones de Juegos Ganados
| Año | Nombre  | Récord |
| --- | ------- | ------ |
| NA  | Ninguno | NA     |

#### Campeones de Efectividad
| Año | Nombre  | Porcentaje |
| --- | ------- | ---------- |
| NA  | Ninguno | NA         |

#### Campeones de Ponches
| Año | Nombre  | Ponches |
| --- | ------- | ------- |
| NA  | Ninguno | NA      |

#### Campeones de Juegos Salvados
| Año | Nombre  | Juegos |
| --- | ------- | ------ |
| NA  | Ninguno | NA     |